# Sebastiano Soracreppa
Sebastiano Soracreppa (Bolzano, 12 settembre 1999) è un hockeista su ghiaccio italiano, milita come difensore nell'Hockey Club Gherdëina, squadra della Alps Hockey League, e nella Nazionale italiana.

## Biografia
È figlio di Martino Soracreppa, attaccante del Fassa e della Nazionale italiana, attivo da metà anni Ottanta al 2007. Oltre al passaporto italiano possiede anche il passaporto svizzero, poiché la nonna materna era originaria del Canton Turgovia.

## Carriera
Cresciuto in Val di Fassa, militò sin dalle giovanili nella locale compagine del Hockey Club Fassa, come il padre. Esordì a diciassette anni in Serie A, per divenire sin dalla stagione 2017-2018 titolare, nella neonata lega sovranazionale Alps Hockey League.
Nel maggio del 2020 si trasferì all'Hockey Thurgau, squadra della Swiss League. Giocò con la squadra di Turgovia per quattro stagioni, fino al termine della stagione 2023-2024, quando il contratto non gli fu rinnovato.
Fece dunque ritorno in una squadra italiana, disputando la stagione 2024-2025 con la maglia del Renon in Alps Hockey League.